# Neu Poserin
Neu Poserin is een gemeente in de Duitse deelstaat Mecklenburg-Voor-Pommeren, en maakt deel uit van het Landkreis Ludwigslust-Parchim.

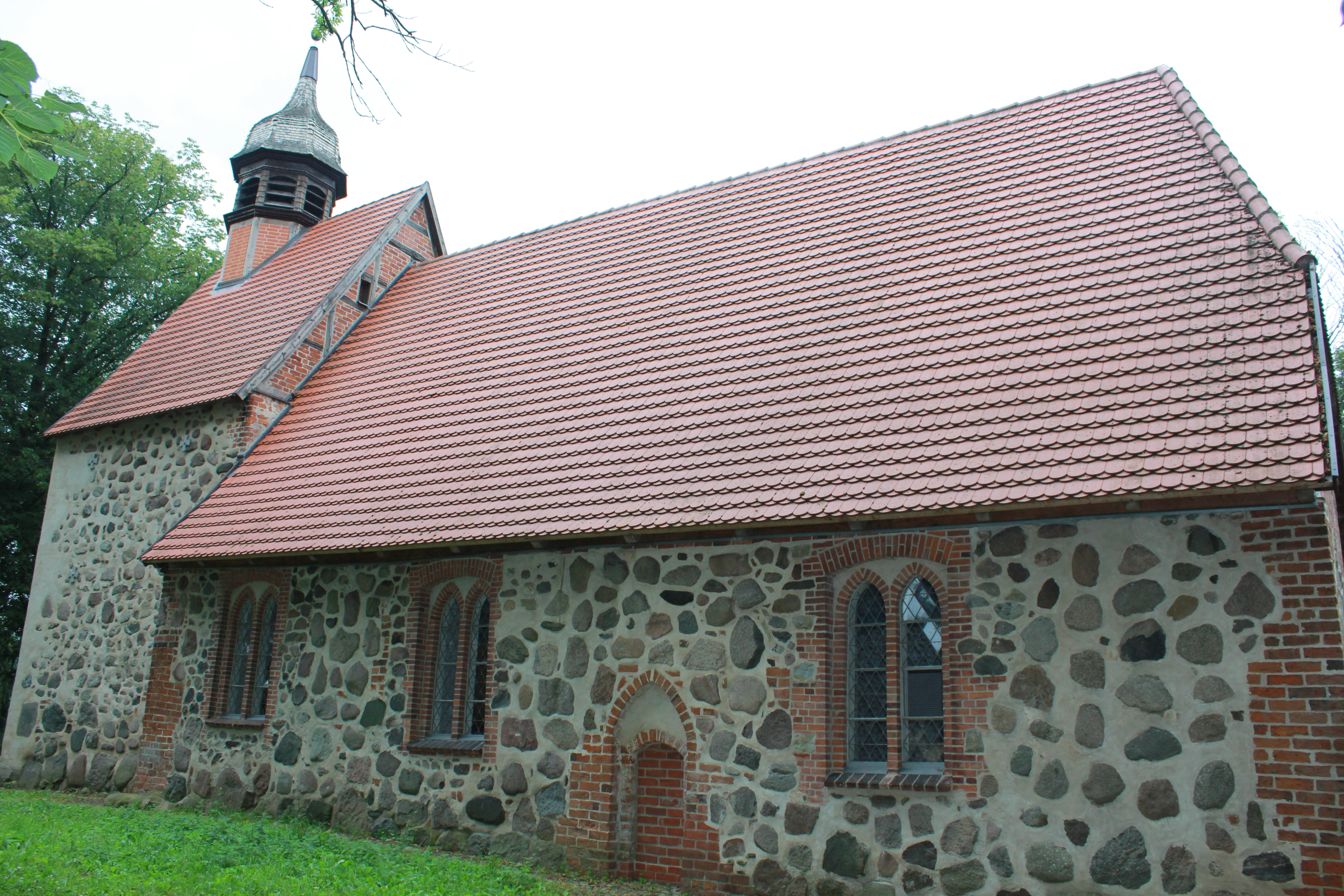
Dorpskerk van Neu Poserin

Neu Poserin telt 502 inwoners.